# Chardonel
Chardonel ist eine 1953 durch die amerikanischen Züchter Bruce Reich, Robert Pool und John Einset gezüchtete Weißweinsorte. Sie ist eine Kreuzung zwischen Seyval Blanc und Chardonnay. Es handelt sich dabei um eine überaus komplexe Züchtung, in der Gene der Wildreben Vitis rupestris, Vitis aestivalis und Vitis vinifera vorhanden sind. 
Entwickelt wurde die Neuzüchtung an der Cornell University in Geneva (dem  New York State Agricultural Experiment Station, Department of Pomology and Viticulture, also das Rebenzüchtungs-Institut im Bundesstaat New York)
Sie liefert fruchtige Weißweine mit hohen Säurewerten und wird daher auch für die Herstellung von Schaumwein verwendet. Da es sich somit um eine Hybridrebe handelt, ist sie für Qualitätsweine gemäß EU-Bestimmungen nicht zugelassen. Bekannt sind Rebflächen in den amerikanischen Bundesstaaten North Carolina (→ Weinbau in North Carolina), Virginia (→ Weinbau in Virginia), Indiana (→ Weinbau in Indiana), Ohio (→ Weinbau in Ohio), Pennsylvania (→ Weinbau in Pennsylvania) und West Virginia (→ Weinbau in West Virginia).
Siehe auch den Artikel Weinbau in den Vereinigten Staaten sowie die Liste von Rebsorten.
Synonym: Geneva White, GW 9, NY 45010 und New York 45010
Abstammung: Seyval Blanc × Chardonnay